# Mikael Stanne
Bengt Mikael Stanne (Göteborg, 20. svibnja 1974.) je švedski pjevač melodičnog death metal sastava Dark Tranquillity.

## Životopis

### 1989. – danas
Mikael Stanne ja u početku imao ulogu gitarista i pratećih vokala za svoj sastav Dark Tranquillity ("Skydancer" i demoalbumi). Kad je 1994. Anders Fridén, tada pjevač sastava, napustio Dark Tranquillity kako bi se pridružio grupi In Flames, Stanne je prešao s gitare na vokale.
Osim uobičajenog growla ne albumu Projector je pokazao sposobnost pjevanja "čistog" glasa. Nakon Projectora, ideja s čistim vokalima je napuštena do snimanja albuma Fiction. Stanne je jedan od najimpresivnijih death metal pjevač zbog svoje sposobnosti da iz dubokog growla pređe u škričavi, probadajući vrisak.

### Ostali projekti
Mikael Stanne je bio prvi pjevač power metal sastava, Hammerfall, ali je bio zamijenjen jer nije mogao nastupiti zbog obaveza u Dark Tranquillity.

### Gostovanja
Stanne je pjevao na Lunar Strain, prvom albumu melodic death metal sastava, In Flames. Međutim, Stanne nikad nije bio službeni član In Flamesa, jednostavno je učinio "uslugu" In Flamesima kako tada nisu još imali pjevača.
Stanne je pjevao na pjesmi "Frozen" grupe Nightrage s albuma Descent into Chaos.

## Diskografija
In Flames
- Lunar Strain (1994.)

Dark Tranquillity
- Skydancer (1993.)
- The Gallery (1995.)
- The Mind's I (1997.)
- Projector (1999.)
- Haven (2000.)
- Damage Done (2002.)
- Character (2005.)
- Fiction (2007.)
- We Are the Void (2010.)
- Construct (2013.)
- Atoma (2016.)
- Moment (2020.)